# Hoplobatrachus
Hoplobatrachus là một chi động vật lưỡng cư trong họ Dicroglossidae, thuộc bộ Anura. Chi này có 4 loài và không bị đe dọa tuyệt chủng.

## Các loài
Hoplobatrachus có 5 loài:
- Hoplobatrachus crassus (Jerdon, 1854)
- Hoplobatrachus litoralis Hasan, Kuramoto, Islam, Alam, Khan, và Sumida, 2012
- Hoplobatrachus occipitalis (Günther, 1858)
- Hoplobatrachus rugulosus (Wiegmann, 1834)
- Hoplobatrachus tigerinus (Daudin, 1802)

## Hình ảnh

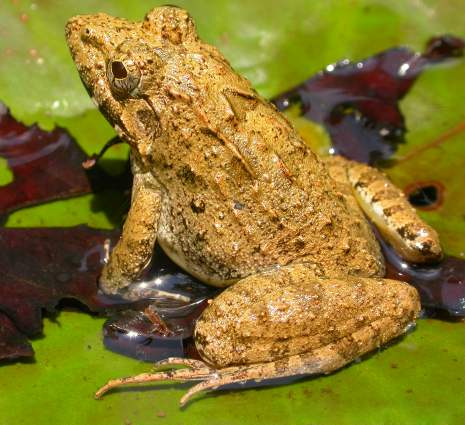
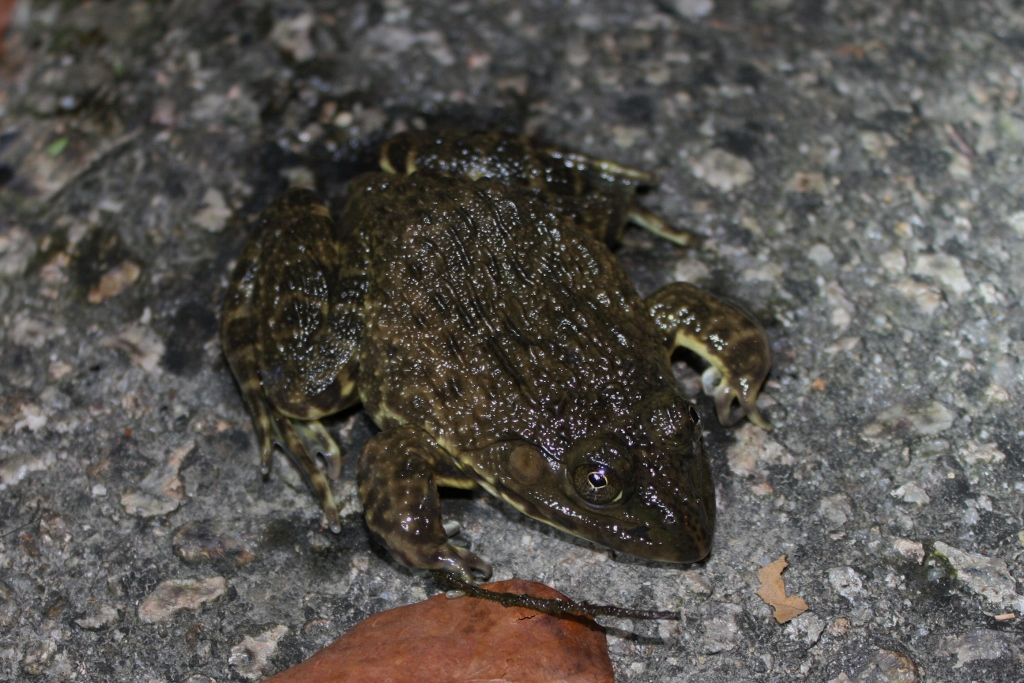